# Алипий (Козолий)
Митрополи́т Али́пий (укр. митрополит Аліпій; в миру Анато́лий Васи́льевич Козолий, укр. Анатолій Васильович Козолій; 27 октября 1971, Калиновка, Киевская область — 16 ноября 2021) — архиерей Украинской православной церкви (Московского патриархата), митрополит Джанкойский и Раздольненский (2010—2021).

## Биография
Родился 27 октября 1971 года в селе Калиновке Васильковского района Киевской области в семье рабочих.
В 1988 году окончил среднюю школу № 49 города Киева. В 1989 году призван на службу в ряды Советской Армии.
В 1991 году поступил в Одесскую духовную семинарию. 11 сентября 1993 года пострижен в монашество.
26 сентября 1993 года архиепископом Симферопольским и Крымским Лазарем хиротонисан во иеродиакона, а 3 октября — во иеромонаха.
В 2001 году окончил Киевскую духовную семинарию. В 2006 году окончил Киевскую духовную академию.
В 2006 году возведён в сан игумена.
В 2007—2009 годы — преподаватель нравственного богословия в Таврической духовной семинарии.
В 2009 году возведён в сан архимандрита. Нёс послушание настоятеля храма Святой равноапостольной Нины, просветительницы Грузии, в посёлке Гаспра (Автономная Республика Крым).

## Архиерейское служение
9 сентября 2009 года постановлением Священного синода Украинской православной церкви определено быть епископом Джанкойским и Раздольненским. В тот же день в Успенском соборе Свято-Успенской Почаевской лавры состоялось наречение.
14 февраля 2010 года в Трапезном храме во имя преподобных Антония и Феодосия Киево-Печерской лавры за Божественной литургией состоялось архиерейская хиротония, которую совершили: митрополит Киевский и всея Украины Владимир (Сабодан), митрополит Симферопольский и Крымский Лазарь (Швец), архиепископ Белогородский Николай (Грох), архиепископ Житомирский и Новоград-Волынский Гурий (Кузьменко), архиепископ Вышгородский Павел (Лебедь), архиепископ Белоцерковский и Богуславский Митрофан (Юрчук), епископ Макаровский Иларий (Шишковский), епископ Яготинский Серафим (Демьянив), епископ Переяслав-Хмельницкий Александр (Драбинко), епископ Васильковский Пантелеимон (Поворознюк).
17 августа 2016 года в Успенском соборе Свято-Успенской Киево-Печерской Лавры митрополитом Онуфрием (Березовским) возведён в сан архиепископа.
17 августа 2019 года митрополитом Киевским и всея Украины Онуфрием (Березовским) возведён в сан митрополита.
Умер 16 ноября 2021 года на 51-м году жизни после тяжёлой болезни.  18 ноября 2021 года отпевание и погребение состоялось в Покровском кафедральном соборе Джанкоя. Заупокойную Божественную литургию возглавил митрополит Феодосийский и Керченский Платон (Удовенко). Ему сослужили епископ Ялтинский Нестор (Доненко), епископ Бахчисарайский Каллиник (Чернышёв), епископ Коктебельский Агафон (Опанасенко), духовенство Джанкойской, Симферопольской и Феодосийской епархий.

## Награды
- 2008 год — Грамота Блаженнейшего митрополита Киевского и всея Украины.